# Thorns
Pour l'album éponyme du groupe, voir Thorns (album).
Thorns est un groupe de black metal norvégien, originaire de Trondheim. Le groupe se popularise grâce à deux démos au début des années 1990, Grymyrk et Trøndertun, mais ne compte à son actif, qu'un seul album studio, Thorns, publié en 2000.

## Biographie
En 1989, Snorre W. Ruch et Marius Vold forment le groupe Stigma Diabolicum et enregistrent une démo. En 1990, le bassiste Harald Eilertsen et le batteur Bård G. Eithun se joignent au groupe. Tandis que le latin commence à se répandre dans le black metal, le nom du groupe change en Thorns en 1991,. La même année, Eilertsen et Ruch enregistre la démo Grymyrk, qui a un impact significatif sur la scène black metal et, avec le guitariste Euronymous de Mayhem, initient le riffing black metal. Le groupe part souvent en tournée loin de la Norvège, et n'a donc aucune occasion d'enregistrer de nouvelles chansons. En 1992, la démo Trøndertun est enregistrée. La même année, Ruch devient le second guitariste au sein de Mayhem et dissout Thorns pendant quelques mois.
En 1994, Snorre est condamné à huit ans de prison pour complicité de meurtre sur Euronymous. Cependant, d'après l'assassin d'Euronymous, Varg Vikernes, Ruch était « au mauvais endroit, au mauvais moment. » Après une longue période de silence après l'incarcération de Ruch, Thorns revient en 1999 avec un split album Thorns vs. Emperor, qui se compose d'anciennes chansons de Thorns jouées par Emperor et vice versa. 
En 2001, le groupe publie son premier album studio, Thorns, avec Hellhammer à la batterie, et Satyr et Aldrahn de Dødheimsgard au chant. En octobre 2007, le label grec Kyrck Productions publie la compilation Stigma Diabolicum, qui contient les deux démos Grymyrk et Trøndertun, ainsi que d'autres démos de Stigma Diabolicum comme Lacus de Luna et Luna de Nocturnus, et deux chansons (Thule et Fall). Une suite de Thorns est annoncée en septembre 2008. L'album ne verra cependant jamais le jour, et les activités du groupe se feront rares.
En juillet 2011, Metal Callout place le groupe septième de sa liste des 10 meilleurs groupes de black metal norvégiens.

## Membres

### Membres actuels
- Snorre Ruch – guitare, clavier, programmation, chant (depuis 1989)
- Aldrahn – chant (depuis 2000)
- Jon T. Wesseltoft – basse (depuis 2007)
- Kenneth Kapstad – batterie (depuis 2007)
- Christian Broholt – guitare (depuis 2007)

### Anciens membres
- Marius Vold – chant, basse (1989-1992)
- Bård G. « Faust » Eithun – batterie (1990-1992)
- Harald Eilertsen – basse (1991-1992)

## Discographie

### Album studio
- 2001 : Thorns

### Démos
- 1989 : Luna De Nocturnus
- 1990 : Lacus De Luna - Rehearsal 1990
- 1990 : Live in Stjørdal
- 1991 : Grymyrk
- 1991 : Rehearsal 1991
- 1992 : Trøndertun

### Splits et EP
- 1999 : Thorns vs. Emperor, (split-album avec Emperor)
- 2002 : Société Anonyme (split-album avec Gro Melgaard)
- 2002 : Embrace / Fragment (EP)